# Mad Max (jeu vidéo, 1990)
Ne doit pas être confondu avec Mad Max (jeu vidéo, 2015).
Mad Max est un jeu vidéo d'action développé et édité par Mindscape sur NES en 1990. Le jeu prend place dans l'environnement post-apocalyptique de la franchise Mad Max.

## Système de jeu
Le but du jeu est de survivre dans un monde post-apocalyptique en combattant d'autres survivalistes, tout en collectant de la nourriture précieuse, de l'eau, de l'essence et de l'argent pour continuer la course au volant de la Pursuit Special de Max dans le désert des terres désolées.